# Temple de Posidó a Súnion
L'antic temple grec de Posidó al cap Súnion, construït entre 444–440 aC, és un dels principals monuments de l'edat d'or d'Atenes. S'alça sobre la mar una altura de gairebé 60 m.

## Història

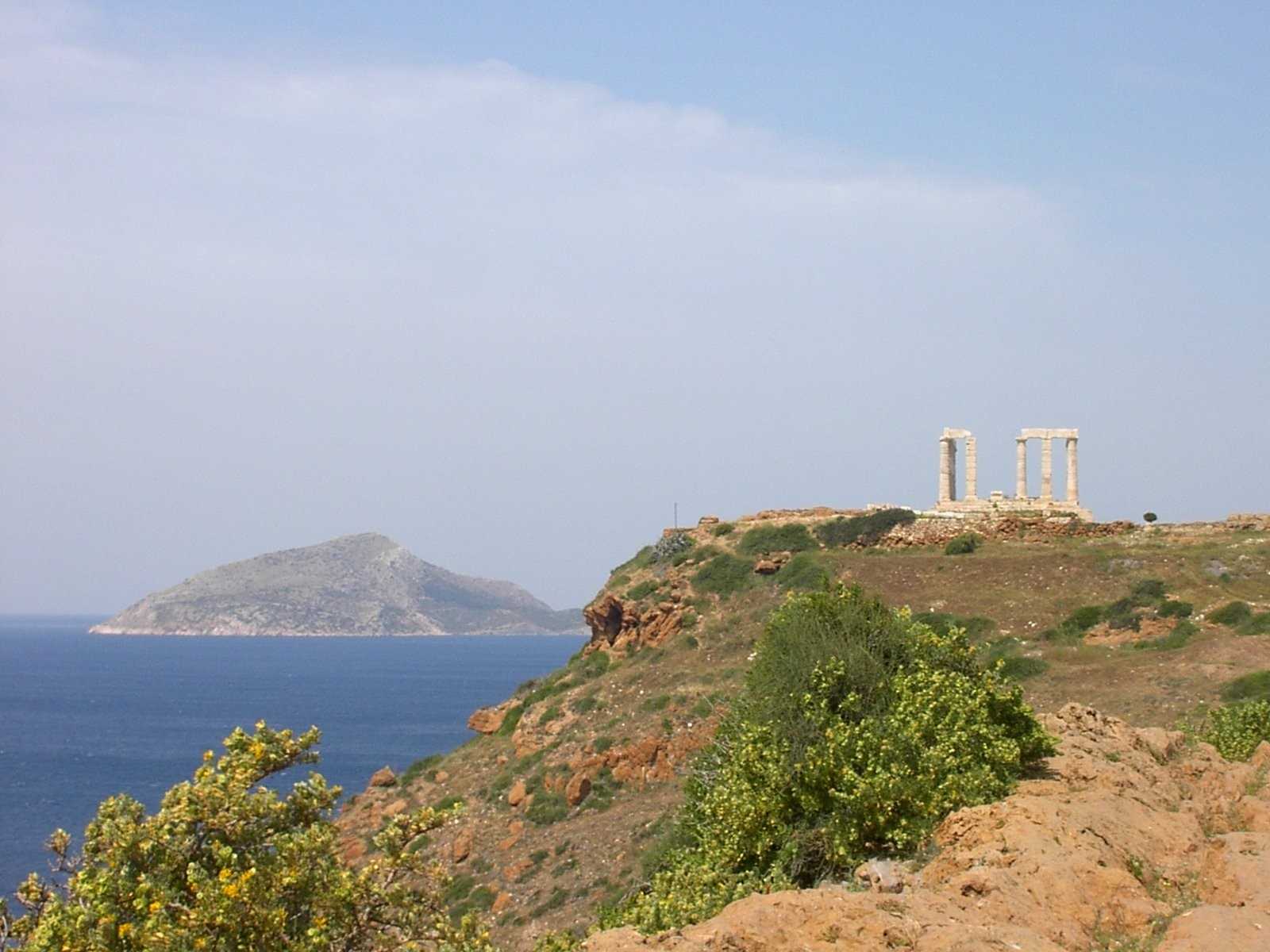
Ubicació del temple sobre el cap Súnion

El temple originari de Posidó d'època arcaica, construït de tova, probablement fou enderrocat al 480 ae per les tropes perses durant la invasió de Grècia per Xerxes I de Pèrsia. Encara que no n'hi ha evidència seua directa, conquistà el temple d'Atena i tota la resta de l'Acròpoli d'Atenes, i ho arrasà com a càstig pel desafiament dels atenesos. Després de derrotar Xerxes en la batalla de Salamina, els atenencs col·locaren un trirrem enemic (nau de guerra amb tres files de rems) a Súnion com a trofeu dedicat a Posidó.
El temple de Posidó de Súnion es construí al 444–440 aC, durant l'ascens de l'estadista atenés Pèricles, que també va reconstruir el Partenó d'Atenes, sobre les ruïnes d'un temple que data del període arcaic.

## Arquitectura

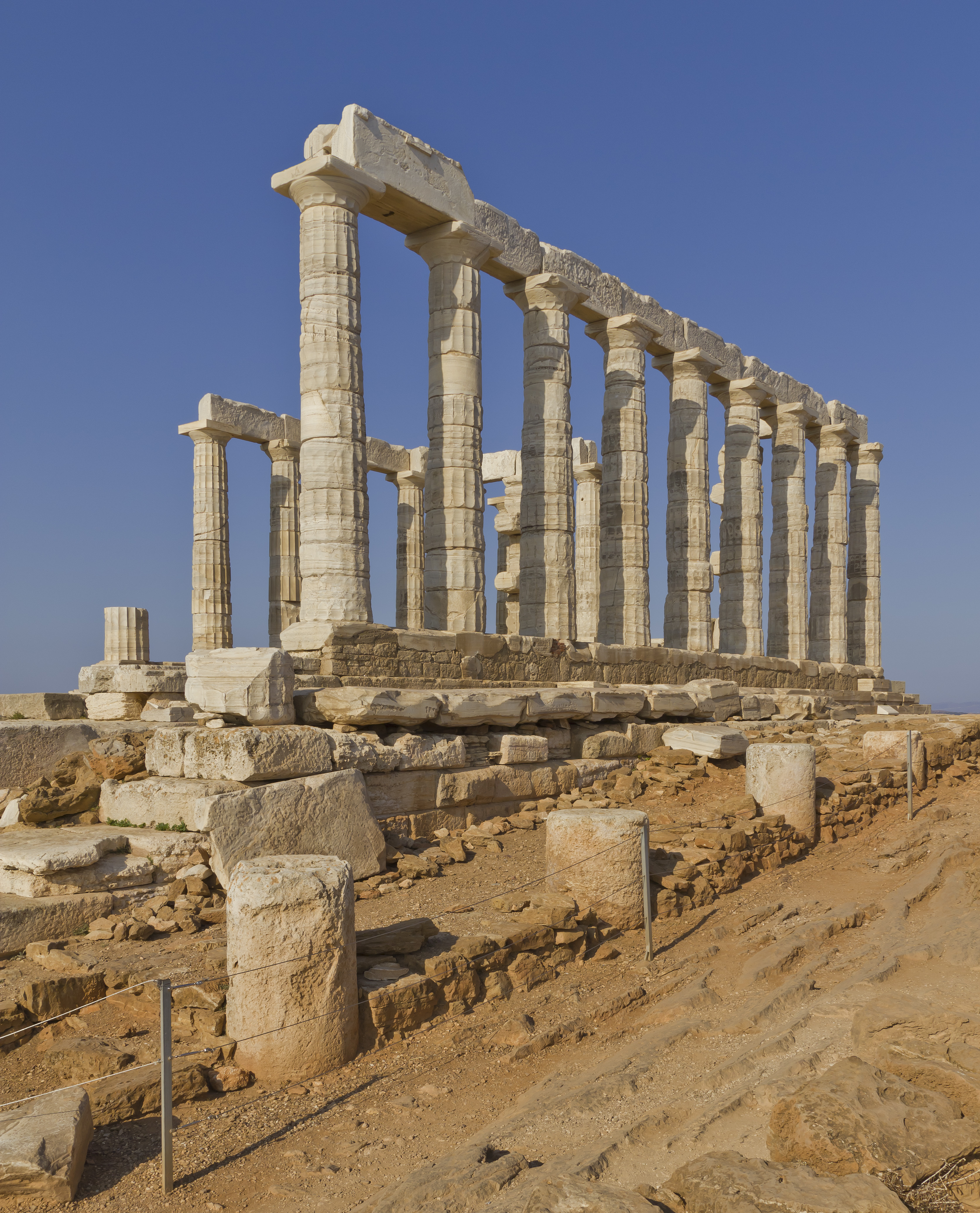
Vista de les nou columnes conservades de la banda sud

El disseny dels perípters del temple és un pòrtic típic, és a dir, amb sis columnes dòriques. 16 de les 38 columnes estan en peus hui (de les quals quatre es van tornar a erigir al s. XX). El temple s'assembla molt al contemporani i ben conservat temple d'Hefest sota l'Acròpoli, i podria haver estat dissenyat pel mateix arquitecte.
Igual que tots els temples grecs, l'edifici de Posidó era rectangular, amb una columnata als quatre costats que abastava la perístasi. El nombre total de columnes originàries de la columnata exterior era de 34: 15. Les columnes continuen dempeus hui: són de l'ordre dòric, de marbre blanc extret de Laureotic Olimpus. Tenien 6,10 m d'alt, amb un diàmetre d'1 m a la base i 79 cm a la part superior. Al centre del temple, la columnata hauria estat la sala d'adoració (naos), una sala rectangular sense finestres, semblant a la sala en part intacta del temple d'Hefest. Hauria contingut, en un extrem, enfront de l'entrada, la imatge de culte, una colossal estàtua de bronze de Posidó.

## Arqueologia
L'estudi inicial de les ruïnes, sense excavacions, el realitzà la Society of Dilettanti el 1797 i Guillaume Abel Blouet (expedició de Morea, 1829). Les primeres excavacions, les feu Wilhelm Dörpfeld, director de l'Institut Arqueològic Alemany, al 1884, seguides per altres de sistemàtiques fetes per Valerios Stais en el període 1897 – 1913. Els esforços per restaurar i preservar les restes del temple de Posidó començaren al 1875. L'estat actual del monument es deu al treball del 1950 fet pel Servei Arqueològic Grec, dirigit per Anastasios Orlandos.
La campanya realitzada per Stais en la temporada de 1906 hi descobrí nombrosos artefactes i inscripcions, entre els quals destaca una estàtua de marbre, coneguda com a Súnion Curos (aprox. 590 aC) i el relleu d'un "atleta autocoronat" (ca. 460 de), tots dos ara al Museu Arqueològic Nacional d'Atenes. Una columna del temple es pot veure al Museu Britànic.
El projecte Reconstrucció del jaciment arqueològic de Súnion (2011 – 2013) fou cofinançat pel Ministeri de Cultura i Esports de Grècia i la Unió Europea (FEDER).

## Galeria

Vista al llarg de l'eix de l'edifici
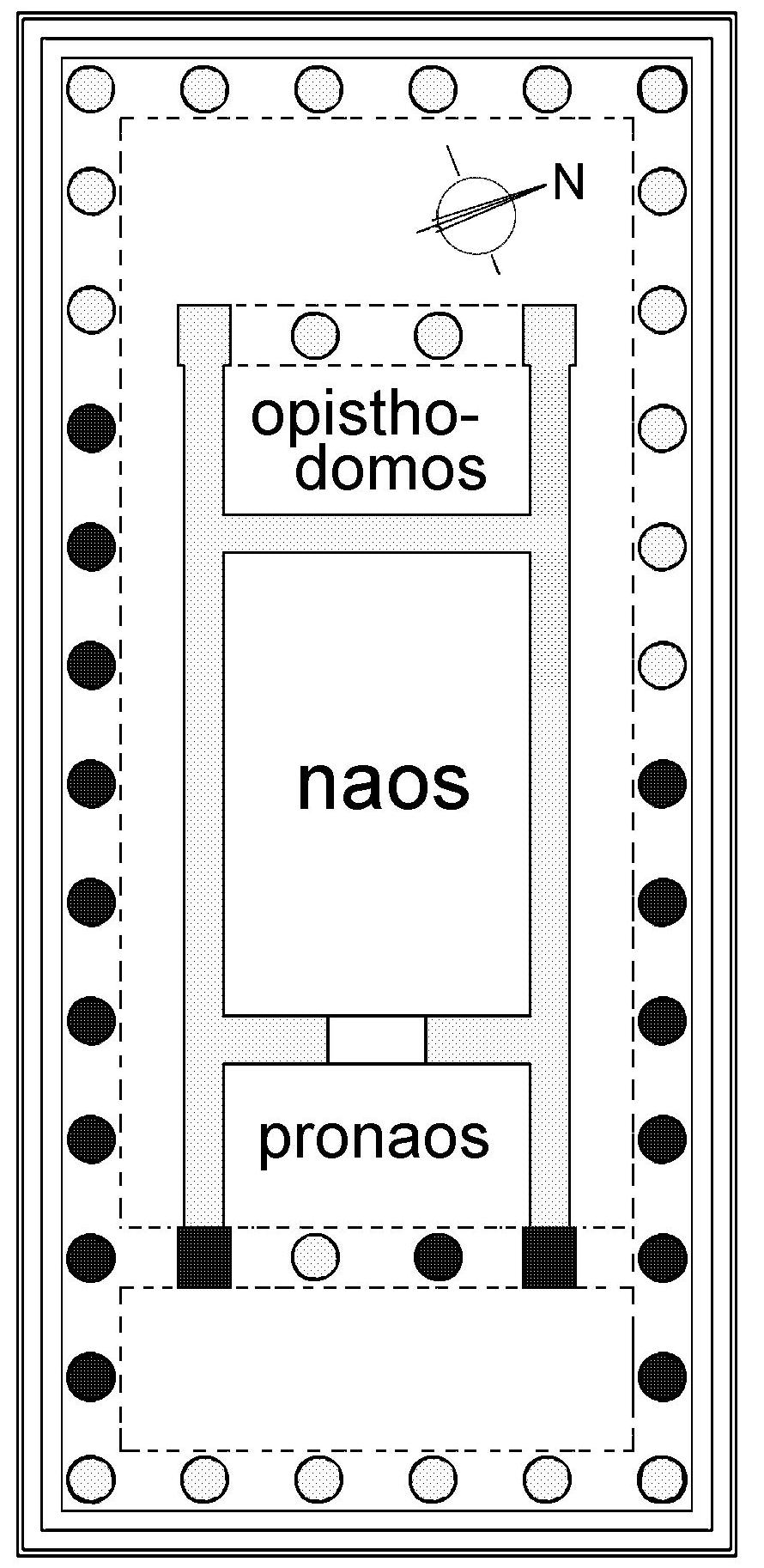
Planta baixa
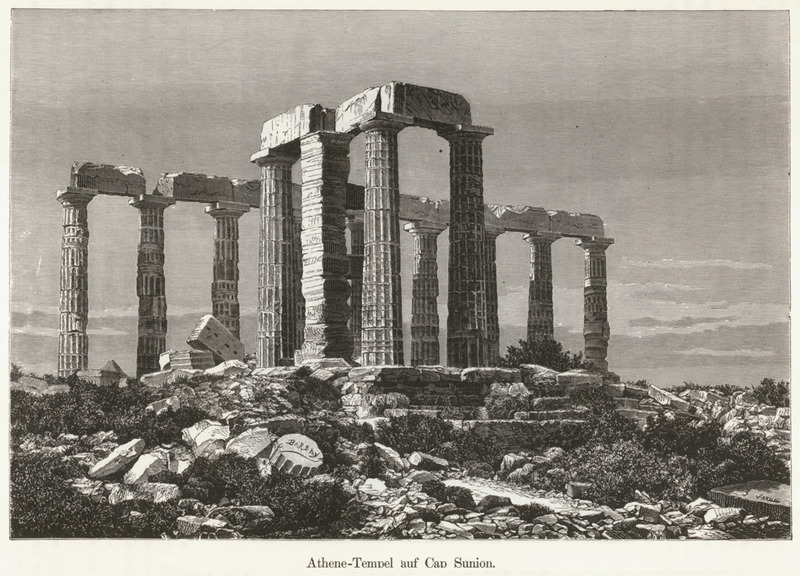
Representació de 1887
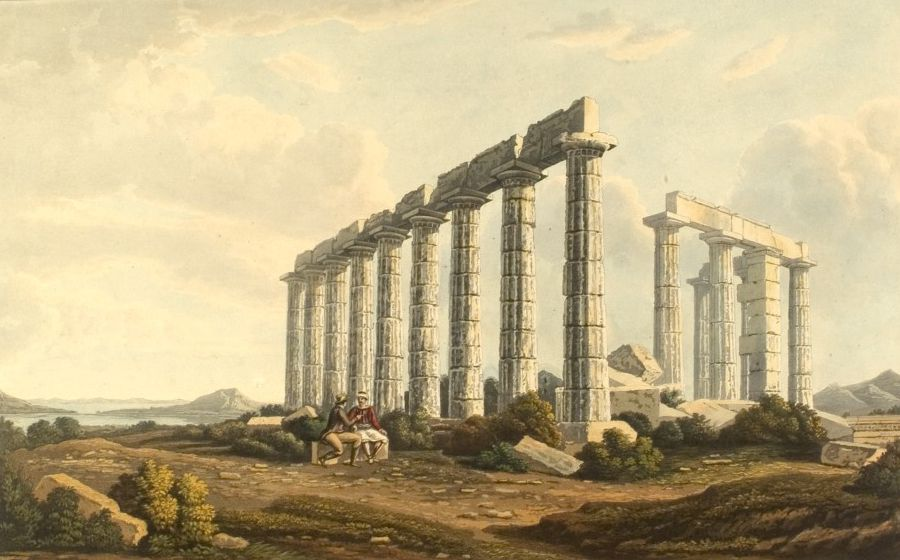
Pintura d'Edward Dodwell, Vistes de Grècia (1821)